# Insulele Paracel
Insulele Paracel, cunoscute ca  și Insulele Xisha (simplified Chinese: 西沙群岛; traditional Chinese: 西沙群島; pinyin: xīshā qúndǎo; lit. 'West Sand Archipelago') sau Arhipelagul Hoang Sa (Vietnamese: Quần đảo Hoàng Sa, lit. 'Yellow Sand Archipelago'), sunt un arhipelag din Marea Chinei de Sud a cărui apartenență este disputată între Republica Populară Chineză, Taiwan și Republica Socialistă Vietnam.
Arhipelagul include aproximativ 130 de insule și recife mici de corali, majoritatea grupate în grupul Amphitrite din nord-est sau în grupul Crescent din vest. Acestea sunt distribuite pe o suprafață maritimă de aproximativ 15.000 de kilometri pătrați (5.800 de mile pătrate), cu o suprafață terestră de aproximativ 7,75 kilometri pătrați (2,99 de mile pătrate). 
Numele Paracel este de origine portugheză și apare pe hărțile portugheze din secolul al XVI-lea. 
Arhipelagul este aproximativ echidistant față de coastele Republicii Populare Chineze (RPC) și ale Vietnamului și se află la aproximativ o treime din drumul dintre centrul Vietnamului și nordul Filipinelor. Arhipelagul include Dragon Hole, cea mai adâncă dolină subacvatică din lume. Țestoasele și păsările marine sunt originare din aceste insule, care au o climă caldă și umedă, precipitații abundente și taifunuri frecvente. Arhipelagul este înconjurat de zone de pescuit productive și de un fund al mării cu potențiale, dar încă neexplorate, rezerve de petrol și gaze.
Guvernul colonial al Indochinei franceze a înființat în anii 1930 stații de telecomunicații și stații meteorologice pe insula Pattle din grupul Crescent și pe insula Woody ("Boisée" în franceză) din grupul Amphitrite, pe care le-a alimentat cu regularitate până în 1945 Japonia imperială a stabilit o prezență militară în Insulele Paracel în timpul celui de-al doilea război sino-japonez, iar trupele japoneze au locuit alături de trupele franceze pe insula Woody în cea mai mare parte a războiului. 6] După încheierea războiului, în 1946, Republica Populară Chineză a trimis expediții navale în Marea Chinei de Sud și a stabilit o garnizoană pe Insula Woody. Mai târziu, în ianuarie 1947, forțele franceze și vietnameze au debarcat pe Insula Pattle din Grupul Crescent. Până în 1955, Vietnamul de Sud a intrat în posesia Crescent Group. În 1956, RPC a preluat controlul și a stabilit o prezență permanentă pe Insula Woody, care la acea dată era locuită doar sezonier de pescari din Hainan. După bătălia de la Insulele Paracel din ianuarie 1974, RPC i-a expulzat pe sud-vietnamezi din Crescent Group și a preluat controlul deplin al Insulelor Paracel. Revendicarea Vietnamului de Sud asupra insulelor a fost moștenită de Republica Socialistă Vietnam, care conduce întregul Vietnam din 1975.
Proprietatea insulelor rămâne în continuare foarte disputată. Republica Populară Chineză din China continentală, Vietnamul și Republica Populară Chineză din Taiwan revendică toate suveranitatea de jure, deși RPC deține controlul de facto al insulelor. În iulie 2012, China (RPC) a stabilit că Sansha, provincia Hainan, administrează zona. În februarie 2017, Inițiativa pentru transparență maritimă în Asia a raportat 20 de avanposturi ale RPC construite pe terenuri recuperate în Paracel, dintre care trei au mici porturi capabile să acosteze nave militare și comerciale.